# 국시유세단
국시유세단(國是遊說團)은 대한제국 말기에 선전 활동을 수행한 정치 단체이다. 줄여서 국시단이나 유세단이라고도 불렀다.

## 결성 목적과 조직
국시유세단의 결성 목적은 일본이 대한제국을 통치해야 할 당위성과 필요성을 홍보하는 것이었다. 국시유세단은 조선이 일본의 보호를 벗어나면 홀로 서야 하는데 그럴 능력이 없으며, 동양의 평화를 위해서도 보호통치가 필수적이라고 주장했다. 활동 자금을 통감부와 대한제국 내각에서 지급 받은 관제단체 성격이 짙으며, 특히 이완용과 밀접한 관련이 있었다.
발기인은 고희준, 신광희, 예종석 등 6명이다. 일진회 회원인 고희준의 주도로 1909년 7월 26일에 원각사에서 첫 모임을 갖고 단원 28명을 선정했다. 이튿날에는 국시유세단 발기회를 개최해 정식으로 출범했다. 주요 활동은 각 지방에 회원들을 파견하여 인민들에게 국시 취지를 설명하는 것으로 계획했다. 국시유세단이 밝힌 국시는 "한일 양국 교제에 기인하여 이해공통주의를 채택"하는 것이었다.

## 활동
이 무렵 일본의 보호통치나 한일 병합에 반대하는 여론을 막기 위해 내각은 전국 13도에 선유위원을 파견해 민심을 안정시키도록 했다. 선유위원 대부분은 국민연설회 회원 중에서 선발되었고, 총리대신 이완용이 국시유시단에 금화 400원을 기부했을 만큼 정부와 밀착한 행보를 보였다. 통감부가 거액의 활동비를 지원했다는 소문도 나돌았다. 《대한매일신보》는 국시유세단이 일본에 아첨하여 나라를 팔아먹으려는 단체이며 일진회를 견제하기 위한 조직이라며 비난했다.
여론은 좋지 않았지만 내각과 통감부의 지원을 얻은 국시유세단은 8월부터 연일 여러 지역에서 연설회를 개최하여 유세하면서 활발한 활동을 벌였다. 초기에는 주로 서울 지역에서 학교를 빌려 유세하고 취지서를 인쇄해 돌리는 방식이었고, 차츰 지방으로 확대되었다. 관중을 끌기 위해 당시 드물던 유성기를 사용하기도 했다. 국시유세단의 활동에 대한 비난이 빗발치자 대한제국 중추원 부찬의인 유학자 정병조가 "유세단의 취지도 모르면서 공연히 비방"한다는 반박문을 각 신문에 실었다.
그러나 여비가 많이 필요한 지방 유세를 시작하면서 국시유세단의 재정은 점차 어려워졌다. 9월 들어서는 재정 문제 때문에 유세위원에서 탈퇴하는 사람들이 늘어났다. 이에 정부가 각 도에 훈령을 보내 유세단원을 후히 대접하라고 지시하였고 이완용도 거듭 각 관찰부에 유세단원의 활동에 적극 협력하라고 지시했다. 유세단은 《대동일보》를 인수해 고희준이 사장을 맡아서 기관지를 간행했다.
이듬해 3월에도 다시 재정난이 가중되자 농상공부대신인 조중응이 내각에 제의하여 국시유세단의 경비를 2천 원가량 지원해주었다. 이완용의 형인 이윤용이 전면에 나서 단장직을 맡았다가, 곧 정우회가 출범하면서 정우회 조직에 흡수되어 활동을 멈추었다. 정식 해체일은 한일 병합 후인 1910년 9월 13일이다.

## 같이 보기
- 정우회

## 참고자료
- 친일인명사전편찬위원회 (2004년 12월 27일). 《일제협력단체사전 - 국내 중앙편》. 서울: 민족문제연구소. 52~56쪽쪽. ISBN 8995330724.